# Artjom Kossinow
Artjom Wiktorowitsch Kossinow (kasachisch Артём Викторович Косинов, engl. Transkription Artem Kosinov; * 31. Juli 1986 in Taldy-Kurgan, Kasachische SSR, UdSSR) ist ein ehemaliger kasachischer Leichtathlet,  der im Hindernis-, Mittel- und Langstreckenlauf an den Start ging.

## Sportliche Laufbahn
Erste internationale Erfahrungen sammelte Artjom Kossinow bei den Crosslauf-Weltmeisterschaften 2006 in Fukuoka, bei denen er nach 12:20 min auf dem 107. Platz im Kurzrennen landete. 2009 nahm er an der Sommer-Universiade in Belgrad teil und belegte dort in 3:45,32 min den neunten Platz im 1500-Meter-Lauf und erreichte über 5000 Meter in 14:21,24 min Rang zwölf. 2010 startete er erstmals bei den Asienspielen in Guangzhou und klassierte sich dort in 3:44,77 min auf dem achten Platz über 1500 Meter. 2011 gewann er dann bei den Asienmeisterschaften in Kōbe in 8:35,11 min die Silbermedaille hinter dem Katari Abubaker Ali Kamal. Bei den Leichtathletik-Hallenasienmeisterschaften 2012 in Hangzhou wurde er in 8:02,34 min Vierter im 3000-Meter-Lauf und qualifizierte sich im Hindernislauf für die Teilnahme an den Olympischen Spielen in London, bei denen er aber mit 8:42,27 min den Finaleinzug verpasste. 2013 schied er bei den Studentenweltspielen in Kasan mit 9:16,92 min in der Vorrunde aus und bei den Halbmarathon-Weltmeisterschaften 2018 in Valencia erreichte er nach 1:15:26 h Rang 142 und beendete daraufhin seine sportliche Karriere im Alter von 31 Jahren.
In den Jahren 2007 und 2011 wurde Kossinow kasachischer Meister im Hindernislauf und siegte 2010 und 2015 über 1500 Meter. Zudem siegte er 2009 im 800-Meter-Lauf und 2011 über 5000 Meter. In der Halle wurde er 2010 Meister über 3000 Meter.

## Persönliche Bestleistungen
- 800 Meter:1:50,95 min, 30. Juni 2012 in Almaty
  - 800 Meter (Halle): 1:55,55 m, 7. Februar 2015 in Öskemen
- 1500 Meter: 3:42,80 min, 2. Juni 2012 in Jerino
  - Meile (Halle): 4:03,26 min, 3. Februar 2012 in Orenburg
- 3000 Meter: 8:01,66 min, 21. Juli 2012 in Stettin
  - 3000 Meter (Halle): 8:01,93 min, 27. Januar 2012 in Tscheljabinsk
- 5000 Meter: 13:58,78 min, 10. Juli 2009 in Belgrad
- Halbmarathon: 1:08:51 h, 16. April 2011 in Duschanbe
- 3000 m Hindernis: 8:24,13 min, 11. Juni 2012 in Moskau (kasachischer Rekord)